# Campionati sudamericani di atletica leggera indoor 2020
I I Campionati sudamericani di atletica leggera indoor si sono svolti all'Estadio de Atletismo del Gobierno Autónomo Municipal di Cochabamba, in Bolivia, il 1º e il 2 febbraio 2020.

## Nazioni partecipanti
Tra parentesi, il numero di atleti partecipanti per nazione.
- Argentina (17)
- Bolivia (29)
- Brasile (19)
- Cile (7)

- Colombia (3)
- Ecuador (1)
- Panama (8)
- Perù (6)

- Suriname (2)
- Uruguay (4)
- Venezuela (5)

## Risultati

### Uomini
| Specialità | Oro                                                             | Prestazione | Argento                                                                  | Prestazione            | Bronzo                 | Prestazione            |
| Corse piane |                                                                 |             |                                                                          |                        |                        |                        |
| 60 metri (dettagli) | Jeffrey Vanan                                                   | 6"80        | Rafael Vásquez                                                           | 6"85                   | Franco Florio          | 6"85                   |
| 200 metri (dettagli) | Virjilio Griggs                                                 | 20"81       | Rafael Vásquez                                                           | 21"34                  | Franco Florio          | 21"89                  |
| 400 metri (dettagli) | Elian Larregina                                                 | 47"52       | Marco Vilca                                                              | 47"84                  | Anderson Henriques     | 47"91                  |
| 800 metri (dettagli) | Lucirio Antonio Garrido                                         | 1'53"54     | Marco Vilca                                                              | 1'54"11                | Alejandro Peirano      | 1'54"52                |
| 1.500 metri (dettagli) | Federico Bruno                                                  | 3'56"88     | Santiago Catrofe                                                         | 3'58"18                | Yessy Apaza            | 4'00"36                |
| 3.000 metri (dettagli) | Juan Jorge Gonzáles                                             | 8'31"90     | Ruben Erick Arando                                                       | 8'41"17                | Medaglia non assegnata | Medaglia non assegnata |
| Corse a ostacoli |                                                                 |             |                                                                          |                        |                        |                        |
| 60 metri ostacoli (dettagli) | Gabriel Constantino                                             | 7"78        | Eduardo de Deus                                                          | 7"81                   | Agustín Carrera        | 7"87                   |
| Salti |                                                                 |             |                                                                          |                        |                        |                        |
| Salto in alto (dettagli) | Fernando Ferreira                                               | 2,25 m      | Eure Yáñez                                                               | 2,22                   | Thiago Moura           | 2,19                   |
| Salto con l'asta (dettagli) | Germán Chiaraviglio                                             | 5,50 m      | Medaglie non assegnate                                                   | Medaglie non assegnate | Medaglie non assegnate | Medaglie non assegnate |
| Salto in lungo (dettagli) | Alexsandro de Melo                                              | 8,08 m      | Leodan Torrealba                                                         | 7,72 m                 | José Luis Mandros      | 7,72 m                 |
| Salto triplo (dettagli) | Alexsandro de Melo                                              | 17,10 m     | Mateus de Sá                                                             | 16,62 m                | Maximiliano Díaz       | 16,52 m                |
| Lanci |                                                                 |             |                                                                          |                        |                        |                        |
| Getto del peso (dettagli) | Willian Dourado                                                 | 19,09 m     | Ignacio Carballo                                                         | 18,76 m                | Aldo González          | 18,73 m                |
| Staffette |                                                                 |             |                                                                          |                        |                        |                        |
| Staffetta 4×400 metri (dettagli) | Bolivia Fernando Copa Sebastián Vargas Pablo Abán Tito Hinojosa | 3'25"61     | Argentina Franco Florio Maximiliano Díaz Agustín Carrera Elian Larregina | 3'29"45                | Nessun partecipante    | Nessun partecipante    |
| record mondiale; record mondiale stagionale; record sudamericano; record dei campionati; record nazionale; record personale; record personale stagionale. |                                                                 |             |                                                                          |                        |                        |                        |

### Donne
| Specialità | Oro                                                                    | Prestazione | Argento                   | Prestazione               | Bronzo                    | Prestazione               |
| Corse piane |                                                                        |             |                           |                           |                           |                           |
| 60 metri (dettagli) | Rosângela Santos                                                       | 7"34        | Natalia Linares           | 7"42                      | María Victoria Woodward   | 7"51                      |
| 200 metri (dettagli) | Natalia Linares                                                        | 24"19       | María Fernanda Mackenna   | 24"24                     | Noelia Martínez           | 24"41                     |
| 400 metri (dettagli) | Tiffani Marinho                                                        | 53"34       | María Fernanda Mackenna   | 54"45                     | Geisa Coutinho            | 54"75                     |
| 800 metri (dettagli) | Déborah Rodríguez                                                      | 2'14"14     | Mariana Borelli           | 2'16"99                   | María Marascia            | 2'17"98                   |
| 1.500 metri (dettagli) | María Pía Fernández                                                    | 4'31"03     | Jhoselyn Camargo          | 4'34"94                   | Mariana Borelli           | 4'38"29                   |
| 3.000 metri (dettagli) | Jhoselyn Camargo                                                       | 9'55"68     | Edith Mamani              | 10'00"72                  | Medaglia non assegnata    | Medaglia non assegnata    |
| Corse a ostacoli |                                                                        |             |                           |                           |                           |                           |
| 60 metri ostacoli (dettagli) | María Ignacia Eguiguren                                                | 8"40        | María Florencia Lamboglia | 8"67                      | Diana Bazalar             | 8"85                      |
| Salti |                                                                        |             |                           |                           |                           |                           |
| Salto in alto (dettagli) | Valdileia Martins                                                      | 1,82 m      | Lorena Aires              | 1,79 m                    | Betsabé Páez              | 1,73 m                    |
| Salto con l'asta (dettagli) | Nicole Hein                                                            | 4,00        | Juliana Campos            | 3,80 m                    | Nessun'altra partecipante | Nessun'altra partecipante |
| Salto in lungo (dettagli) | Nathalee Aranda                                                        | 6,58 m      | Aries Sánchez             | 6,50 m                    | Eliane Martins            | 6,44 m                    |
| Salto triplo (dettagli) | Liuva Zaidívar                                                         | 13,52 m     | Valeria Quispe            | 13,12 m                   | Silvana Segura            | 13,07 m                   |
| Lanci |                                                                        |             |                           |                           |                           |                           |
| Getto del peso (dettagli) | Geisa Arcanjo                                                          | 17,09 m     | Ivana Gallardo            | 16,52 m                   | Nessun'altra partecipante | Nessun'altra partecipante |
| Staffette |                                                                        |             |                           |                           |                           |                           |
| Staffetta 4×400 metri (dettagli) | Bolivia Lucía Sotomayor Alinny Delgadillo Leticia Arispe Cecilia Gómez | 4'00"77     | Nessun'altra partecipante | Nessun'altra partecipante | Nessun'altra partecipante | Nessun'altra partecipante |
| record mondiale; record mondiale stagionale; record sudamericano; record dei campionati; record nazionale; record personale; record personale stagionale. |                                                                        |             |                           |                           |                           |                           |

## Medagliere
Legenda
     Paese ospitante
| Posizione | Paese     | Oro | Argento | Bronzo | Totale |
| --------- | --------- | --- | ------- | ------ | ------ |
| 1         | Brasile   | 9   | 3       | 4      | 16     |
| 2         | Bolivia   | 4   | 4       | 2      | 10     |
| 3         | Argentina | 3   | 4       | 8      | 15     |
| 4         | Uruguay   | 2   | 2       | 0      | 4      |
| 5         | Panama    | 2   | 0       | 0      | 2      |
| 6         | Venezuela | 1   | 5       | 0      | 6      |
| 7         | Cile      | 1   | 3       | 1      | 5      |
| 8         | Perù      | 1   | 2       | 3      | 6      |
| 9         | Colombia  | 1   | 1       | 1      | 3      |
| 10        | Ecuador   | 1   | 0       | 0      | 1      |
| 10        | Suriname  | 1   | 0       | 0      | 1      |
| Totale    | Totale    | 26  | 24      | 19     | 69     |